# Antiracotis squalida
Antiracotis squalida là một loài bướm đêm trong họ Geometridae.